# Fernando Leoni
Fernando Leoni detto Ganascia (Monticello Amiata, 30 giugno 1908 – Monticello Amiata, 22 settembre 1982) è stato un fantino italiano.
Vinse il Palio di Siena in 8 occasioni su 36 corse disputate.

## Carriera
Leoni è stato soprannominato Ganascia per via delle sue mascelle particolarmente grandi; ad affibbiargli il soprannome fu il celebre alfiere "Mastuchino", al secolo Alfredo Forni.
Figlio del fantino Domenico Leoni detto Moro, esordisce al Palio di Siena proprio grazie al padre. La carriera paliesca di Moro era stata discreta (2 vittorie in 18 partecipazioni) e i suoi rapporti con le dirigenze delle contrade con cui aveva corso erano rimasti ottimi: in occasione del Palio del 16 agosto 1930 decide pertanto di lanciare nella corsa senese il proprio figlio ventiduenne, contattando per prima la Torre, contrada con cui Moro aveva vinto il suo primo Palio il 13 settembre 1910. La risposta della dirigenza di Salicotto è però negativa: Ganascia è infatti piuttosto alto e pertanto pare non avere la corporatura adatta per fare il fantino. Oltretutto la Torre ha già un accordo con il fantino Leopoldo Torzoni detto Smania.
Per nulla scoraggiato, Moro decide allora di rivolgersi alla Tartuca. La contrada di Castelvecchio non nutre grandi pretese per l'incombente carriera e, pur avendo già contattato un altro fantino (Ferruccio Funghi detto Porcino), accetta la richiesta di Moro. Ganascia può così vestire il giubbetto tartuchino e dimostra subito la sua grande competenza equestre. Il giovane Leoni capisce che la Tartuca non crede di potersi affermare nel Palio per la grassezza del proprio soggetto, la cavalla Carnera: nonostante voci che la vogliano addirittura incinta, Ganascia si rende conto che la cavalla soffre di un blocco intestinale. Pertanto prepara personalmente una purga, che sortisce i suoi buoni effetti. Alle prove, Carnera appare molto più veloce, anche se i problemi rimangono, specie per il nervosismo del cavallo tra i canapi. La notte precedente al Palio Ganascia decide di portare Carnera in Piazza per abituarla alla mossa, ma l'imprevedibile animale disarciona il fantino, che cade rovinosamente a terra, e poi si dà alla fuga. Mentre Ganascia viene trasportato in ospedale, alcuni tartuchini si mettono alla disperata ricerca di Carnera, che pare essersi volatilizzata. La Tartuca rischia seriamente di non poter partecipare al Palio l'indomani, ritrovandosi d'un tratto senza fantino e senza cavallo: fortunatamente alla mattina un passante nota la cavalla fuori Porta Romana, mentre le condizioni di Ganascia sono meno gravi del previsto e il giovane fantino può prendere parte alla corsa.
La carriera pare favorire proprio la contrada che aveva rifiutato Ganascia, la Torre, che conduce per buona parte della corsa, mentre Leoni resta ingabbiato nelle retrovie. Ma al terzo San Martino il fantino torraiolo Smania, in lotta con Oca e Bruco, cade trascinando con sé le due contendenti. Improvvisamente la Tartuca si ritrova seconda, dietro alla Lupa con Canapino sulla forte Lina. La lotta parrebbe impari, invece Ganascia vuol vincere a tutti i costi: affiancatosi al rivale, Ganascia lo nerba con maestria costringendolo a rallentare vistosamente e regalando alla Tartuca un trionfo che fino alla sera prima pareva utopia. Il giovane Ganascia vince all'esordio, divenendo il dodicesimo fantino della storia del Palio a riuscire nell'impresa.
Il rapporto con la Tartuca diviene immediatamente saldo. Ganascia corre un altro Palio con i colori di Castelvecchio, il 2 luglio 1931, ma stavolta non riesce ad imporsi. Tuttavia la seconda vittoria per lo scatenato giovane fantino è nell'aria. In occasione del Palio della Madonna di Provenzano del 1932 (rinviato al 3 luglio per pioggia), Ganascia veste i colori dell'Onda. La contrada di Malborghetto, alleata della Tartuca (con cui, assieme ad Oca e Nicchio forma in quegli anni un forte patto d'alleanza chiamato "T.O.N.O.", dalle iniziali delle contrade alleate), ha ricevuto in sorte l'ottima cavalla Gobba e decide di affidarla alla giovane promessa di Monticello Amiata. Ganascia ripaga pienamente la fiducia della dirigenza ondaiola: partito secondo dietro alla Chiocciola, Ganascia raggiunge il fantino di San Marco Fortunato Castiello detto Napoletano. Tra i due inizia subito un duello a nerbate, da cui con grande abilità ha la meglio proprio Ganascia. A quel punto l'Onda può volare fino al traguardo e per Ganascia è il secondo successo.
L'anno seguente è l'anno d'oro di Ganascia, che riesce nell'impresa di regalare alla "sua" Tartuca un ambitissimo cappotto. Il 2 luglio 1933 la Tartuca, che ha riconfermato Ganascia come proprio fantino, corre con un soggetto esordiente destinato ad entrare nella storia del Palio: si tratta di Folco, cavallo velocissimo che subito si affiata con Leoni. Il binomio tartuchino parte fulmineamente e in poche falcate stacca già diverse rivali. Solo una contrada riesce a tenere il passo della Tartuca: è la Lupa, che monta il grande fantino Angelo Meloni detto Picino, il quale corre quel giorno per l'ultima volta nella sua carriera. Tra i due fantini si apre una lotta a nerbate che appare come un passaggio di consegne tra il vecchio e il nuovo campione: Ganascia infatti, nonostante l'esperienza di Picino, resiste meglio ai colpi, grazie alla sua corporatura robusta, e fa volare l'avversario sul tufo. Liberatosi dell'ostacolo lupaiolo, Ganascia può concludere al meglio la corsa, vincendo per la terza volta, la seconda coi colori della Tartuca.
Ad agosto la fortuna bacia letteralmente la contrada di Castelvecchio, riassegnandole di nuovo Folco. La dirigenza tartuchina non ha dubbi nel richiamare Ganascia, puntando decisa al "cappotto". Ironia della sorte, l'avversaria più temibile è ancora la Lupa con il velocissimo barbero Ruello, che corre con un altro giovane di belle speranze di quegli anni, Tripoli Torrini detto Tripolino. A breve il Palio diviene una lotta a due tra Tartuca e Lupa, ma anche stavolta Ganascia e Folco sono imbattibili e raggiungono primi il terzo e ultimo bandierino. A carriera conclusa esplode la gioia del popolo tartuchino, com'è inevitabile dopo un'impresa storica come quella del "cappotto". Ganascia e Folco vengono acclamati da eroi e il fantino viene pure premiato con una nuova camera matrimoniale. L'impresa del "cappotto" è effettivamente storica ed è rimasta l'unica del novecento fino al 1997, anno del "cappotto" giraffino.
Gli anni che seguono sono meno fortunati per Ganascia. Nel 1936 il fantino si rende protagonista di un episodio che contribuisce ad incrinare i rapporti delle alleate Aquila e Pantera, destinate di lì a poco a divenire fiere avversarie. È il Palio del 16 agosto di quell'anno, quando la Pantera nutre grandi ambizioni di vittoria, avendo ricevuto in sorte Ruello. La contrada di Stalloreggi chiama a montare il velocissimo soggetto il giovane Corrado Meloni detto Meloncino, figlio del grande "re della Piazza" Picino, e chiede all'alleata Aquila di aiutarla nell'impresa. Quest'ultima, che corre con Ganascia su Rondinella, accetta. Le due dirigenze trascurano però un dettaglio non insignificante: i due fantini sono divisi da un forte odio reciproco. Voci popolari raccontano di una rivalità in amore tra Meloncino e Ganascia, ma il fattore scatenante dell'astio tra i due è un altro: Meloncino non ha ancora digerito le furiose nerbate che Ganascia ha rifilato a suo padre, Picino, il 2 luglio 1932. Il giorno del Palio, Ganascia non vuol saperne di aiutare l'odiato collega. Quando, al calar dei canapi, il Drago parte primo, Pantera e Aquila seguono a ruota la contrada di Camporegio. Secondo i patti, l'Aquila dovrebbe ostacolare la battistrada, cioè il Drago, permettendo alla Pantera di scattare indisturbata, ma Ganascia si avventa su Meloncino e lo fa cadere a suon di nerbate, lasciando così via libera al Drago che si aggiudica la vittoria. Nel dopo Palio ovviamente gli inferociti e delusi panterini cercano Ganascia, difeso però dai contradaioli dell'Aquila: tra i due popoli si apre così una furibonda rissa, che comunque non provoca al momento la rottura dell'alleanza.
Nel 1938 Ganascia, tornato alla Tartuca, ha una ghiotta chance di vittoria ad agosto, quando la sorte assegna alla contrada di Castelvecchio proprio Ruello. Le ambizioni tartuchine sono peraltro rafforzate dal fatto che la rivale Chiocciola ha ricevuto in sorte un cavallo sulla carta mediocre, Sansano. La Chiocciola, pur scettica sulle possibilità di impedire la vittoria tartuchina, si affida a Tripolino (vincitore a luglio per il Drago), scelta che si rivelerà decisiva. Alla mossa, infatti, Tripolino parte ottimamente, portandosi in testa già a San Martino. Per contro Ganascia resta nel gruppo delle inseguitrici e non riesce mai a portarsi nelle condizioni di insidiare la vittoria chiocciolina. Quando la Chiocciola conclude vittoriosa, i tartuchini sono accecati dalla delusione: dimentichi delle tre vittorie (e del cappotto) loro regalate da Ganascia, cercano il fantino con intenzioni non amichevoli, accusandolo di essersi venduto. Ganascia è costretto a rifugiarsi per ore nell'entrone e l'esperienza rompe definitivamente i rapporti tra la Tartuca e Leoni, che mai più correrà per i colori di Castelvecchio.
L'anno dopo Ganascia torna al successo. Ad agosto, nell'ultimo Palio prima della lunga pausa bellica, accetta la chiamata della Torre, che gli affida la monta di Giacchino. La Torre non vince da 29 anni ed è all'epoca la "nonna" del Palio. Logico che la Contrada di Salicotto dia fondo alle proprie riserve economiche per stringere accordi con le consorelle e soprattutto per avere la meglio sull'unica che può metterle i bastoni tra le ruote, la Selva, grande favorita con Tripolino e Folco. La carriera è un monologo della Torre, che scatta in testa e viene "protetta" dalle alleate che nerbano la Selva. Ganascia può così riportare al successo il rione di Salicotto (che cede la cuffia proprio alla Selva), realizzando la sua quinta vittoria.
Dopo la guerra, la terra torna in Piazza il 2 luglio 1945. L'anno dopo Ganascia corre a luglio per il Montone, montando il cavallo Piero, in una delle carriere più discusse di sempre. La favorita Oca, con Amaranto Urbani detto Boccaccia (ed anche Amaranto) su Folco, parte nettamente prima, quando con un ritardo incredibile il mossiere Lorenzo Pini (che già l'anno prima aveva fatto discutere in occasione del "Palio della Pace") annulla la mossa facendo esplodere il mortaretto. Tra le vibranti proteste ocaiole, le contrade tornano tra i canapi e alla nuova mossa è ancora l'Oca a partire prima. Ganascia però si affianca in breve a Boccaccia e lo supera: il Montone riesce a tener dietro l'Oca per tutti i tre giri e Ganascia vince il suo sesto Palio. Diviene pertanto l'unico fantino vittorioso sia nell'anteguerra sia nel dopoguerra.
Nel 1947, ad agosto, Ganascia corre nuovamente per la Torre, montando ancora una volta Piero. Le favorite sono Nicchio e Tartuca, ma la mossa premia Torre e Leocorno; al contrario il Nicchio resta sorpreso e parte in netto ritardo, mentre la Tartuca viene frenata dall'ostacolo della Chiocciola. In breve Ganascia vince le resistenze del Biondo, il fantino lecaiolo, e prende la testa facendo il vuoto e portando di nuovo il cencio in Salicotto.
Nel 1949, in seguito ad una squalifica, Ganascia interrompe la sua personale striscia di 29 Palii corsi consecutivamente dall'esordio.
Per il grande Ganascia c'è comunque tempo per un'altra vittoria. In occasione del Palio straordinario del 28 maggio 1950 (dedicato al V Centenario della canonizzazione di San Bernardino da Siena) Ganascia difende i colori del Valdimontone, che corre con l'esordiente cavalla Gaia. Le speranze per la contrada dei Servi sembrano minime e, in effetti, la carriera pare appannaggio del Nicchio. Al terzo San Martino c'è però la svolta: il Nicchio cade, lasciando a questo punto Lupa e Montone, che fin lì parevano tagliate fuori, a contendersi la vittoria. La cavalla montonaiola è sfinita e pure infortunata, così che Ganascia tenta il tutto per tutto con un'incredibile manovra: il fantino di Monticello Amiata si lascia cadere, travolgendo Tripolino (fantino lupaiolo) che finisce sul tufo, rallentando la propria cavalla Salomè. A quel punto per Gaia, scossa e senza più rivali, è un gioco da ragazzi concludere vittoriosa. Per Ganascia è l'ottavo sigillo, l'ultimo della sua carriera.
Corre altri quattro Palii, poi dopo quello del 2 luglio 1952 pare giunto il momento del ritiro. Ma il successivo 16 agosto avviene un colpo di scena. Ganascia sta assistendo al Palio nelle vesti di semplice spettatore, mentre alla mossa succede l'incredibile. Tre contrade, Aquila, Chiocciola e Bruco, cadono ai canapi, e il fantino brucaiolo Boccaccia s'infortuna al punto da non poter risalire a cavallo. Nonostante il regolamento richieda in un caso del genere il ritiro della contrada, per motivi di ordine pubblico viene ordinato al fantino della Chiocciola Imolo Naldi detto Falchetto, di sostituire Boccaccia. Al suo posto viene richiamato proprio Ganascia, che così è costretto a togliersi gli abiti "borghesi", vestendo il giubbetto della Chiocciola pur senza essere stato "segnato" in Comune (evento storico mai accaduto prima). La carriera viene poi vinta dall'Oca.
Ganascia disputa un ultimo Palio, il 2 luglio 1953, con il Leocorno, poi si ritira definitivamente.

### Presenze al Palio di Siena
Con 8 vittorie su 36 Palii disputati, Ganascia è di diritto uno dei grandi della storia del Palio di Siena. Leoni ha vinto 3 volte per la Tartuca, 2 per il Valdimontone e la Torre e 1 per l'Onda. Ha corso almeno una volta per tutte le contrade, tranne che per Civetta e Pantera.
Le vittorie sono evidenziate ed indicate in neretto.
| Palio          | Contrada     | Cavallo               |
| -------------- | ------------ | --------------------- |
| 16 agosto 1930 | Tartuca      | Carnera               |
| 2 luglio 1931  | Tartuca      | Girardengo II         |
| 16 agosto 1931 | Giraffa      | Girardengo II         |
| 3 luglio 1932  | Onda         | Gobba                 |
| 16 agosto 1932 | Tartuca      | morello di Paolo Neri |
| 2 luglio 1933  | Tartuca      | Folco                 |
| 16 agosto 1933 | Tartuca      | Folco                 |
| 2 luglio 1934  | Drago        | Folco                 |
| 16 agosto 1934 | Drago        | Cleise                |
| 2 luglio 1935  | Tartuca      | Norina                |
| 16 agosto 1935 | Oca          | Tesio                 |
| 2 luglio 1936  | Onda         | Pino                  |
| 16 agosto 1936 | Aquila       | Rondinella            |
| 2 luglio 1937  | Tartuca      | Aquilino              |
| 16 agosto 1937 | Leocorno     | Ruello                |
| 2 luglio 1938  | Tartuca      | Stella                |
| 16 agosto 1938 | Tartuca      | Ruello                |
| 2 luglio 1939  | Lupa         | Libeccio              |
| 16 agosto 1939 | Torre        | Giacchino             |
| 2 luglio 1945  | Leocorno     | Stella                |
| 16 agosto 1945 | Torre        | Dora                  |
| 20 agosto 1945 | Torre        | Piero                 |
| 2 luglio 1946  | Valdimontone | Piero                 |
| 16 agosto 1946 | Valdimontone | Ameda (scosso)        |
| 18 maggio 1947 | Selva        | Gioioso               |
| 2 luglio 1947  | Selva        | Farfalla              |
| 16 agosto 1947 | Torre        | Piero                 |
| 2 luglio 1948  | Bruco        | Mughetto              |
| 16 agosto 1948 | Torre        | Brillante             |
| 28 maggio 1950 | Valdimontone | Gaia (scosso)         |
| 2 luglio 1950  | Istrice      | Marco Polo            |
| 16 agosto 1950 | Nicchio      | Gaia                  |
| 2 luglio 1951  | Torre        | Gina (scosso)         |
| 2 luglio 1952  | Aquila       | Imperiale (scosso)    |
| 16 agosto 1952 | Chiocciola   | Bruna                 |
| 2 luglio 1953  | Leocorno     | Fontegiusta           |

## Altre corse

### Castel del Piano
Ganascia ha vinto un Palio a Castel del Piano: accadde nel 1970, quando, all'età di 62 anni, portò alla vittoria la contrada delle Storte montando la cavalla Vandala.

### Giostra del Saracino di Arezzo
Come altri tre fantini che hanno corso a Siena (Tripoli Torrini detto Tripolino, Priamo Ducci detto Morino e Donato Gallorini detto Donatino), Ganascia ha tentato l'approdo alla Giostra del Saracino di Arezzo. Tuttavia, specie per le diverse qualità richieste ai cavalieri di Piazza Grande rispetto ai fantini di Piazza del Campo, l'avventura non è stata gloriosa come quella senese.
Ad Arezzo Ganascia esordì nella giostra del 3 settembre 1961, vestendo i colori di Porta Crucifera. Coi rosso-verdi vinse la giostra del 4 settembre 1966, in coppia con Marcello Formica. Due anni dopo, il 1º settembre 1968, Ganascia disputò la sua ultima Giostra del Saracino.
In totale collezionò 1 vittoria su 7 giostre disputate, tutte con Porta Crucifera.